# Torre Diagonal
La Torre Diagonal és un gratacel situat a la cruïlla de l'avinguda Diagonal amb els carrers de Bilbao i Pere IV, al barri del Poblenou de Barcelona.

## Història i descripció
És d'ús residencial i fou completat el 2016. Té 27 pisos i una alçada de 104 m.